# ألبرت دبليو. هيكس
ألبرت دبليو. هيكس (بالإنجليزية: Albert W. Hicks) هو قرصان رسمي أمريكي، ولد في 1820 في رود آيلاند في الولايات المتحدة، وتوفي في 13 يوليو 1860 في نيويورك في الولايات المتحدة بسبب شنق.